# 제2차 나카소네 내각 (제1차 개조)
제2차 나카소네 제1차 개조내각(일본어: 第2次中曽根第1次改造内閣)은  나카소네 야스히로가 제72대 내각총리대신으로 임명되어, 1984년 11월 1일부터 1985년 12월 28일까지 존재한 일본의 내각이다.

## 각료
- 내각총리대신 - 나카소네 야스히로
- 법무대신 - 시마사키 히토시
- 외무대신 - 아베 신타로
- 대장대신 - 다케시타 노보루
- 문부대신 - 마쓰나가 히카루
- 후생대신 - 마스오카 히로유키
- 농림수산대신 - 사토 모리요시
- 통상산업대신 - 무라타 게이지로
- 운수대신 - 야마시타 도쿠오
- 우정대신 - 사토 메구무
- 노동대신 - 야마구치 도시오
- 건설대신 - 기베 요시아키
- 자치대신, 국가공안위원회 위원장 - 후루야 도루
- 내각관방장관 - 후지나미 다카오
- 총무청 장관 - 고토다 마사하루
- 오키나와 개발청 장관 - 고모토 도시오 / 후지모토 다카오(1985년 8월 14일 ~ )
- 방위청 장관 - 가토 고이치
- 경제기획청 장관 - 가네코 잇페이
- 과학기술청 장관 - 다케우치 레이이치
- 환경청 장관 - 이시모토 시게루
- 국토청 장관, 홋카이도 개발청 장관 - 가와모토 가쿠조
  - 내각법제국 장관 - 모구시 다카시
  - 내각관방부장관(정무) - 야마사키 다쿠
  - 내각관방부장관(사무) - 후지모리 쇼이치

## 정무 차관
전임 내각의 정무 차관이 1984년 11월 2일부로 퇴임했고 같은 날에 신임 정무 차관을 임명했다. 단, 오키나와 개발 정무 차관인 오시로 신준은 전임 내각으로부터 유임됐다.
- 법무 정무 차관 - 무라카미 시게토시
- 외무 정무 차관 - 모리야마 마유미
- 대장 정무 차관 - 나카무라 쇼자부로·에지마 아쓰시
- 문부 정무 차관 - 하토야마 구니오
- 후생 정무 차관 - 다카하시 다쓰오
- 농림 수산 정무 차관 - 곤도 모토지·가와하라 신지로
- 통상 산업 정무 차관 - 요사노 가오루·다자와 도모하루
- 운수 정무 차관 - 오자토 사다토시
- 우정 정무 차관 - 하타 에이지로
- 노동 정무 차관 - 하마노 다케시
- 건설 정무 차관 - 다니 요이치
- 자치 정무 차관 - 오자와 기요시
- 총무 정무 차관 - 기시다 후미타케
- 홋카이도 개발 정무 차관 - 우에쿠사 요시테루
- 방위 정무 차관 - 무라카미 마사쿠니
- 경제 기획 정무 차관 - 나카니시 게이스케
- 과학 기술 정무 차관 - 나이토 겐
- 환경 정무 차관 - 주마 고키
- 오키나와 개발 정무 차관 - 오시로 신준(유임)
- 국토 정무 차관 - 니시다 마모루

## 같이 보기
- 니카이도 옹립 구상

## 참고 문헌
- 하타 이쿠히코 편 《일본 관료제 종합 사전 : 1868 ~ 2000》(도쿄 대학 출판회, 2001년)